# Hüvelyk Panna nyomában
A Hüvelyk Panna nyomában (おやゆび姫物語; Ojajubi Hime monogatari; Hepburn: Oyayubi Hime monogatari) japán animesorozat, amelyet az Enoki Films készített. Történetét Hans Christian Andersen Hüvelyk Panna című meséje alapján Szakai Akijosi írta. A 26 részes sorozatot Japánban a TV Tokyo mutatta be 1992. szeptember 30. és 1993. március 31. között.
A sorozatból egy 80 perces filmösszevágás is készült Jim Terry rendezésében, amelyet az Egyesült Államokban a Starmaker Entertainment adott ki VHS-en 1993-ban, majd a Digiview Entertainment jelentetett meg DVD-n 2006-ban. Magyarországon is ez a filmösszevágás jelent meg DVD-n a Best Hollywood kiadásában 2005-ben.

## Cselekmény
Maja igen rakoncátlan, követelőző lány. Édesanyja már nem tudja fegyelmezni, ezért a falu jó boszorkányához fordul segítségért. A boszorkány egy varázserejű könyvet ad neki, melyet fel kell olvasnia lányának. A könyv nem más, mint Hüvelyk Panna története. Az anya el is kezdi olvasni a mesét lányának, de egy idő után elalszik. Mikor a kíváncsi Maja beleolvas a könyvbe különös, fehér fény veszi körül és összezsugorodik hüvelyknyi nagyságúra, majd rövidesen egy új világban, Álomországban találja magát.
Majára, új méreténél fogva, számos veszély leselkedik, rögvest egy patkány támad rá. Angela, e világ jó boszorkányától megtudja, hogy anyja álmába került és csak úgy juthat ki, ha eljut a Déli mezők hercegéhez. Új varázscipellőt, majd egy gyógyító amulettet is kap tőle, amelyeket azonban csak mások megsegítésére használhat. Maja útja hosszú és tele van veszélyekkel, de számos segítőre támaszkodhat. Az animében is szerepelnek a klasszikus mese szereplői, a kotnyeles békacsalád, ahol a szülők erőszakkal akarják hozzáadni Maját fiukhoz, vagy a sebesült fecske, de számos új szereplő is feltűnik, mint Cuki, a cukortündér, Cassandra, a gonosz boszorkány és szolgája Károgi, akik minden áron meg akarják akadályozni, hogy Maja eljusson úti céljához. A számos kaland, amelyeket Maja átél, komoly leckék a számára, s ezáltal jelleme fokozatosan pozitív irányba fejlődik.

## Szereplők
- Maja (マーヤ; Mája; Hepburn: Māya?), a sorozat rakoncátlan, elkényeztetett főhőse — szinkronhangja: Kanai Mika (japán), Molnár Ilona (magyar)
- Cuki (ノーブル; Nóburu; Hepburn: Nōburu?; Noble), egy cukortündér Álomországból, Maja útitársa és segítője — szinkronhangja: Jamada Fusigi (japán), Czető Roland (magyar)
- Ugribugri (ケロ太; Hepburn: Kerofuto?), egy varangyfiú Álomországban, akihez szülei erőszakkal akarják hozzáadni Maját; később Maja útitársa és segítője — szinkronhangja: Macui Mami (japán), Kossuth Gábor (magyar)
- Varangy úr, Ugribugri apja — szinkronhangja: ? (japán), Faragó András (magyar)
- Varangy asszony (ガマ子; Gamako?), Ugribugri anyja — szinkronhangja: Uemura Noriko (japán), Némedi Mari (magyar)
- Károgi (ゾビル; Hepburn: Zobiru?), Cassandra szolgálója — szinkronhangja: Mari Jokoo (japán), Andresz Kati (magyar)
- Angela (エンゼラー; Enzerá; Hepburn: Enzerā?), jó boszorkány Álomországban, Maja segítője — szinkronhangja: Munakata Szatoko (japán)
- Cassandra (ヘルーラ; Herúra; Hepburn: Herūra?; Helula), gonosz boszorkány Álomországban, aki minden áron meg akarja akadályozni, hogy Maja eljusson úti céljához — szinkronhangja: Aszagami Jóko (japán), Szabó Éva (magyar)
- Kristályherceg (プリンス; Purinszu; Hepburn: Purinsu?; Prince), Álomország uralkodója — szinkronhangja: Isida Akira (japán), Juhász György (magyar)
- Maja édesanyja (ママ; Mama?), Maja édesanyja nem bír neveletlen lányával, ezért az idős jó boszorkány segítségét kéri — szinkronhangja: Aszagami Jóko (japán), Ősi Ildikó (magyar)
- idős jó boszorkány (魔法使いのおばあさん; Hepburn: Mahoutsukai no Obāsan?), az idős jó boszorkány egy varázslat segítségével Álomországba repíti Maját, hogy ott tanulságok árán tiszteletet és jómodort tanuljon — szinkronhangja: ? (japán), Kassai Ilona (magyar)
- Fecske úr, egy fecske Álomországban, akit sérüléséből meggyógyít Maja, cserébe elrepíti őt és társait — szinkronhangja: ? (japán), Kardos Gábor (magyar)
- Cini néni, egy egérmama Álomországban, aki vendégül látja Majáékat — szinkronhangja: ? (japán), Pásztor Erzsi (magyar)
- kuruttyoló kuruzsló, egy békaboszorkány Álomországban, aki varázsepreket ad Ugribugrinak, amikkel békává változtathatja Maját — szinkronhangja: ? (japán), ? (magyar)
- manók — szinkronhangjaik: ? (japán), Rudas István, Breyer Zoltán, Holl János (magyar)
- mesélő: ? (japán), Mihályi Győző (magyar)

Angol szinkronhangok: Chelsea Terry, Ryann Ashley, Noel Johnson, Pierce Walker, Brandon Garrison, Tyrone Rodriguez, Clinton Rodriguez, Barbara Goodson, Mona Marshall, Jan Rabson (a stáblistában Stanley Gurd Jr.-ként feltüntetve), Doug Stone, Cathy Cavadini

## Epizódok
| #  | Epizód címe | Első japán sugárzás  |
| -- | --- | -------------------- |
| 1  | Mama, me o szamasite! (ママ、目を覚まして！; Hepburn: Mama, me o samashite!)                                          | 1992. szeptember 30. |
| 2  | Szajonara Happy Tree (さよならハッピーツリー; Szajonara Happí Curí; Hepburn: Sayonara Happī Tsurī)                    | 1992. október 7.     |
| 3  | Kasa no sita no fusigi na macsi (傘の下の不思議な町; Hepburn: Kasa no shita no fushigi na machi)                      | 1992. október 14.    |
| 4  | Ganbare, jovamusi Billy (がんばれ、弱虫ビリー; Ganbare, jovamusi Birí; Hepburn: Ganbare, yowamushi Birī)              | 1992. október 21.    |
| 5  | Kaeru no hanajome szan (カエルの花嫁さん; Hepburn: Kaeru no hanayome san)                                             | 1992. október 28.    |
| 6  | Mahódzsó no Mama (魔法城のママ; Hepburn: Mahōjō no Mama)                                                              | 1992. november 4.    |
| 7  | Maja szoratobu fune ni noru (マーヤ·空飛ぶ船にのる; Mája szoratobu fune ni noru; Hepburn: Māya soratobu fune ni noru) | 1992. november 11.   |
| 8  | Nozomite Town e jókoszo (ノゾミテタウンへようこそ; Nozomite Taun e jókoszo; Hepburn: Nozomite Taun e yōkoso)          | 1992. november 18.   |
| 9  | Nazo no madzsucusi (謎の魔術師; Hepburn: Nazo no majutsushi)                                                          | 1992. november 25.   |
| 10 | Sinkiró no tódai (蜃気楼の燈台; Hepburn: Shinkirō no tōdai)                                                           | 1992. december 2.    |
| 11 | Maja to mahó no tokei (マーヤと魔法の時計; Mája to mahó no tokei; Hepburn: Māya to mahō no tokei)                     | 1992. december 9.    |
| 12 | Minami no kuni no szuisó ódzsi (南の国の水晶王子; Hepburn: Minami no kuni no suishō ōji)                              | 1992. december 16.   |
| 13 | Hana to hikari no Dragon (花と光のドラゴン; Hana to hikari no Doragon)                                                | 1992. december 23.   |
| 14 | Megami ni natta Maja (女神になったマーヤ; Megami ni natta Mája; Hepburn: Megami ni natta Māya)                        | 1993. január 6.      |
| 15 | Nacukasii saikai (懐かしい再会; Hepburn: Natsukashii saikai)                                                          | 1993. január 13.     |
| 16 | Mogura Tunnel no vana (モグラトンネルの罠; Mogura Tonneru no vana; Hepburn: Mogura Tonneru no wana)                   | 1993. január 20.     |
| 17 | Damaszareta Propose (だまされたプロポーズ; Damasareta Puropózu; Hepburn: Damasareta Puropōzu)                         | 1993. január 27.     |
| 18 | Maja no kekkonsiki (マーヤの結婚式; Mája no kekkonsiki; Hepburn: Māya no kekkonshiki)                                 | 1993. február 3.     |
| 19 | Szannin no tabidacsi (三人の旅立ち; Hepburn: Sannin no tabidachi)                                                     | 1993. február 10.    |
| 20 | Hotaru no miszaki (ホタルの岬; Hepburn: Hotaru no misaki)                                                             | 1993. február 17.    |
| 21 | Kagami no irie to Hans (鏡の入江とハンス; Kagami no irie to Hanszu; Hepburn: Kagami no irie to Hansu)                 | 1993. február 24.    |
| 22 | Szuisó dzsó no himicu (水晶城の秘密; Hepburn: Suishō jō no himitsu)                                                   | 1993. március 3.     |
| 23 | Megaszameta no, Mama? (目が覚めたの、ママ？; Hepburn: Megasameta no, Mama?)                                           | 1993. március 10.    |
| 24 | Szono kava va vatara szenai (その河は渡らせない; Hepburn: Sono kawa wa watara senai)                                  | 1993. március 17.    |
| 25 | Helula szaigo no tatakai (ヘルーラ最後の戦い; Herúra szaigo no tatakai; Hepburn: Herūra saigo no tatakai)             | 1993. március 24.    |
| 26 | Tadaima, Mama (ただいま、ママ)                                                                                        | 1993. március 31.    |

## Zene
A Hüvelyk Panna nyomában zenéjét Murakami Kódzsi szerezte. A sorozatban egy nyitódal, a Planetarium ni jókoszo (プラネタリウムにようこそ; Puranetariumu ni jókoszo; Hepburn: Puranetariumu ni yōkoso) és egy záródal, a Kucsibue no oka (口笛の丘; Hepburn: Kuchibue no oka) csendül fel, mindkettő Macuura Juki előadásában.

## Címváltozatok
- Hüvelyk Panna nyomában (magyar)
- おやゆび姫物語; Ojajubi Hime monogatari (japán)
- Thumbelina: A Magical Story (angol)
- Thumb Princess Story (angol)
- Almendrita (spanyol)
- Nowe przygody Calineczki (lengyel)
- O Livro de Thumbelina (portugál)
- Pollicina (olasz)
- Дюймовочка; Gyujmovocska (orosz)
- مايا في رحلة الأحلام; Maja fi rihlat alahlam (arab)
- 大拇指公主; Ta mucsi kungcsu (Dà mǔzhǐ gōngzhǔ) (kínai)